# Bouvet (eiland)
Bouvet of Bouveteiland (Noors: Bouvetøya) is een Antarctisch eiland, gelegen op 54° 26' ZB, 3° 24' OL, in de zuidelijke Atlantische Oceaan. Het eiland is een onbewoond afhankelijk gebied van Noorwegen en is het meest afgelegen eiland in de wereld. Het dichtstbijzijnde stuk land is de 1700 km zuidelijker gelegen Prinses Astridkust, een deel van Koningin Maudland in Antarctica. Het dichtstbijzijnde bewoonde gebied is het eiland Tristan da Cunha dat 2260 km ten noorden van Bouvet ligt. Zuid-Afrika is ongeveer 2600 km van Bouvet verwijderd. 
Aangezien Bouvet ten noorden van de parallel op 60° ZB ligt, valt het eiland niet onder het Verdrag inzake Antarctica.

## Beschrijving
Het kleine eiland van 49 km² (te vergelijken met een middelgrote Belgische gemeente) is eigenlijk de top van de vulkaan Olavtoppen die voor 93% door een gletsjer wordt bedekt. Het is onbewoond en dient officieel als meteorologisch station. Het eiland is 9 km lang en 7,5 km breed en heeft een omtrek van 30,5 km. 
Bouvet geniet voor een onbewoond eiland relatief veel belangstelling vanwege het eigen topleveldomein, .bv, dat door Noorwegen wordt beheerd, maar waarop niet geregistreerd kan worden. Veel internetapplicaties bieden desalniettemin bij de landkeuze de mogelijkheid om Bouvet te kiezen.

## Geschiedenis

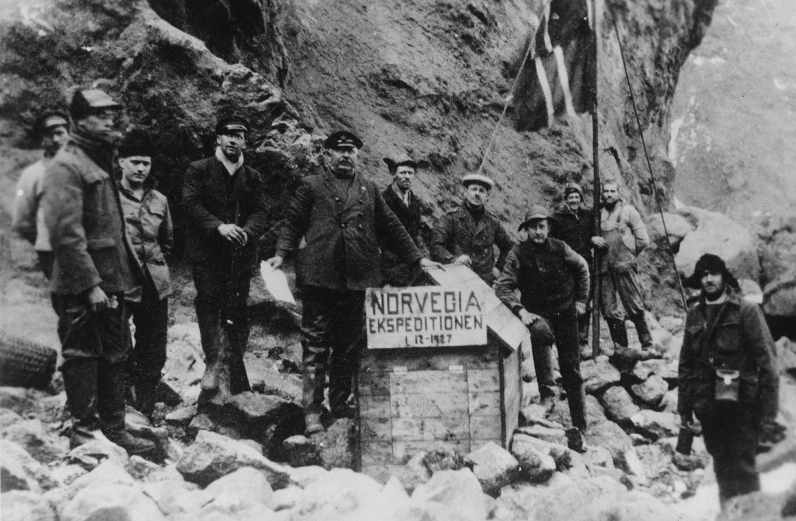
De annexatie van het eiland op 1 december 1927

Het eiland is in 1739 ontdekt door de Franse marineofficier Jean-Baptiste Bouvet de Lozier en kreeg zo zijn naam.
Op 10 december 1825 werd door de Britten (in de persoon van kapitein Norris) aanspraak gemaakt op het eiland onder de benaming Liverpool Island.
In 1927 namen de Noren (geleid door Lars Christensen, die het claimde op 1 december) het in onder de benaming Bouvetøya en in 1929 zagen de Britten van hun aanspraak af.
Op 21 juni 1957 werd het, evenals het Peter I Eiland, bij Dronning Maud Land (op het Antarctische vasteland) gevoegd, als deel van het Noors Antarctisch Territorium, een afhankelijkheid van de Noorse kroon zonder permanente bevolking, beheerd door het Norsk Polarinstitutt (Noors Polair Instituut). In 1971 werden Bouvet en de omringende wateren tot natuurreservaat verklaard.

## Natuur
Het ruige klimaat en vastgevroren landschap beperken de aanwezige vegetatie tot schimmels (ascomyceten waaronder korstmossen) en niet-vasculaire planten (mossen en levermossen). De flora is typisch voor het Zuidelijke Oceaangebied en is plantengeografisch vergelijkbaar met die van de Zuidelijke Sandwicheilanden en de Zuidelijke Shetlandeilanden. Hoewel reeds ijsalgen zijn waargenomen is vegetatie vanwege de ijslaag beperkt. De overige vegetatie bevindt zich in sneeuwvrije gebieden zoals nunataks en overige toppen, kliffen aan de kust en stranden. Bij Nyrøysa zijn vijf soorten mossen, zes ascomyceten (waaronder vijf korstmossen) en twintig algen waargenomen. De meeste sneeuwvrije gebieden zijn zo steil en onderhevig aan lawines zodat er enkel bepaalde soorten korstmossen en algen levensvatbaar zijn. Er zijn zes endemische ascomyceten waarvan er drie korstmossen zijn.
Het eiland is als "Important Bird Area" aangewezen door BirdLife International vanwege zijn belang als broedplaats voor zeevogels. In 1978-79 waren er naar schatting 117.000 broedende pinguïns op het eiland, voornamelijk macaronipinguïns, maar in mindere mate ook stormbandpinguïns en adeliepinguïns. Dit aantal werd in 1989-90 op slechts 62.000 geschat. Nyrøysa is de belangrijkste pinguïnkolonie, maar ook bij Posadowskybreen, Kapp Circoncision, Norvegiaodden en Larsøya zijn belangrijke kolonies. Met 100.000 in aantal is de grijze stormvogel veruit de meest voorkomende vogelsoort op Bouvet die geen pinguïnsoort is. Andere broedende zeevogels betreffen de Kaapse stormvogel, de Antarctische prion, het Wilsons stormvogeltje, het zwartbuikstormvogeltje, de subantarctische grote jager, de zuidelijke reuzenstormvogel, de sneeuwstormvogel, de dunbekprion en de zuidpoolstern. Van de kelpmeeuw wordt vermoed dat hij in het verleden op het eiland broedde. Niet-broedende vogels die op Bouvet kunnen worden aangetroffen zijn de koningspinguïn, de grote albatros, de wenkbrauwalbatros, de campbellalbatros, de Atlantische geelneusalbatros, de zwarte albatros, de roetkopalbatros, de noordelijke reuzenstormvogel, de Antarctische stormvogel, de blauwe stormvogel, de donsstormvogel, de Kerguelenstormvogel, de witkopstormvogel, de duifprion, de witkinstormvogel, de grote pijlstormvogel, het alkstormvogeltje, de zuidpooljager en de kleine jager.
De enige gewervelden op Bouvet die geen vogels zijn, zijn zeeroofdieren, met name de zuidelijke zeeolifant en de Kerguelenzeebeer die beide op het eiland jongen werpen. In 1998-99 waren er 88 zuidelijke zeeolifantjongen en ongeveer 13.000 zeebeerjongen bij Nyrøysa. De bultrug en de orka kan men in de omliggende waters zien.

## Klimaat

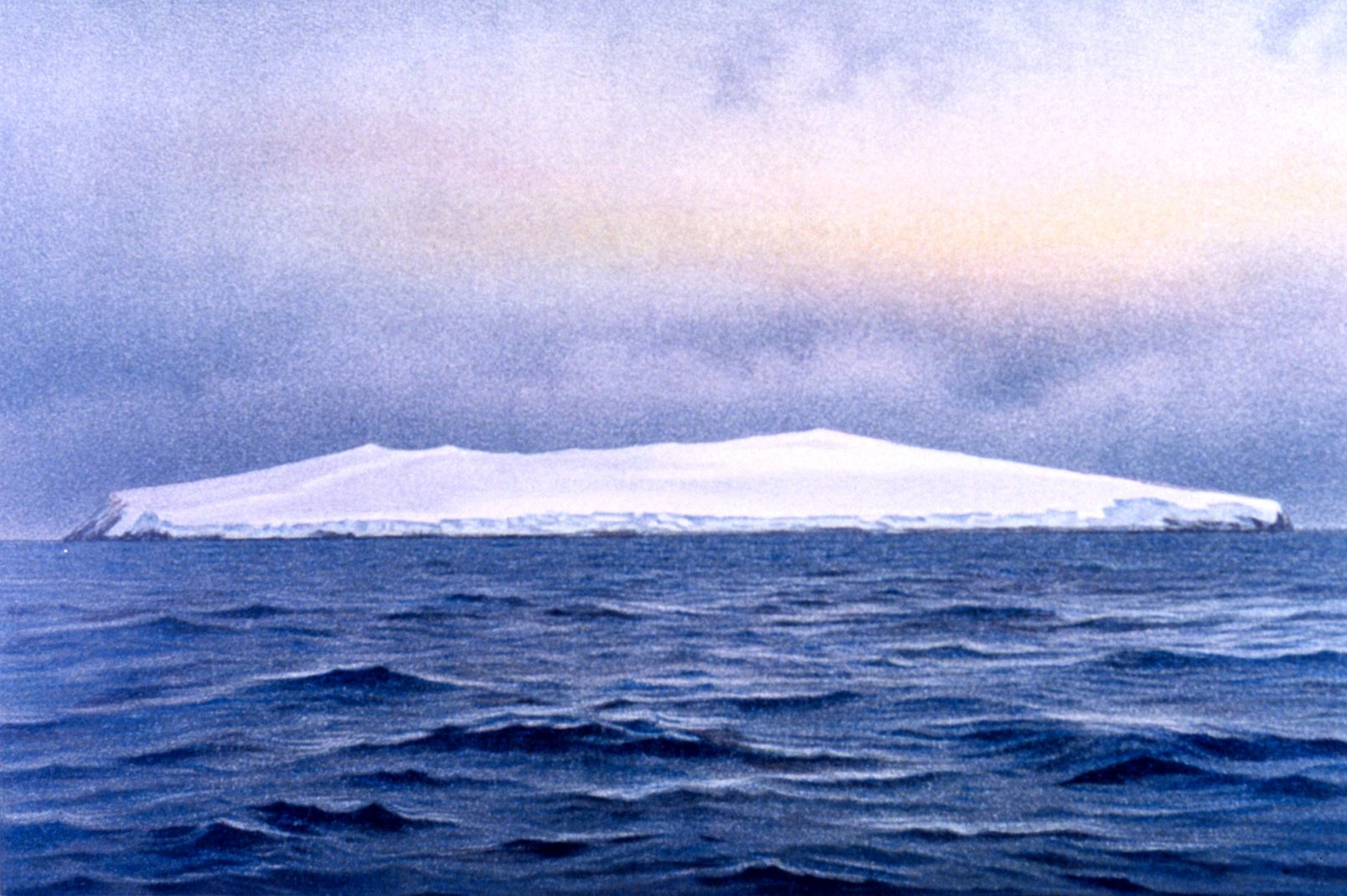
De zuidkust van Bouvet in 1898

| Maand                       | jan | feb | mrt | apr | mei | jun | jul | aug | sep | okt | nov | dec | Jaar |
| --------------------------- | --- | --- | --- | --- | --- | --- | --- | --- | --- | --- | --- | --- | ---- |
| Gemiddeld maximum (°C)      | 3   | 3   | 3   | 2   | 1   | 0   | −1  | −1  | −1  | 0   | 1   | 3   | 1    |
| Gemiddelde temperatuur (°C) | 1   | 1   | 1   | 0   | −1  | −2  | −3  | −3  | −3  | −2  | −1  | 0   | −1   |
| Gemiddeld minimum (°C)      | 0   | 0   | 0   | 0   | −2  | −4  | −5  | −5  | −5  | −3  | −2  | −1  | −2   |
|                             |     |     |     |     |     |     |     |     |     |     |     |     |      |
| Neerslag (mm)               | 0   | 0   | 0   | 0   | 0   | 0   | 0   | 0   | 0   | 0   | 0   | 0   | 0    |
| Bron: Climate Zone          |     |     |     |     |     |     |     |     |     |     |     |     |      |

## Politiek en overheid
Bouvet is een van de drie afhankelijke gebieden van Noorwegen. In tegenstelling tot Koningin Maudland en Peter I-eiland, die onder het Verdrag inzake Antarctica vallen, wordt Bouvet niet betwist. De status van afhankelijk gebied brengt met zich mee dat het eiland geen deel uitmaakt van het Koninkrijk Noorwegen, maar desalniettemin onder Noorse soevereiniteit valt. Dit betekent dat het eiland kan worden afgestaan zonder het eerste artikel van de Noorse Grondwet te schenden. De Noorse administratie over het eiland is in handen van het departement Polaravdelingen van het Ministerie van Justitie, dat, gevestigd in Oslo, instaat voor aangelegenheden in de poolgebieden.
De annexatie van het eiland wordt geregeld door een wet van 24 maart 1933. Deze stelt vast dat het Noorse privaat-, proces- en strafrecht op het eiland van toepassing zijn, in aanvulling op andere wetten die uitdrukkelijk verklaren dat ze op het eiland gelden. Verder bepaalt de wet dat alle land aan de staat toebehoort en verbiedt ze de opslag en het tot ontploffen brengen van radioactieve stoffen. Bouvet werd de ISO 3166-2-code BV aangewezen en werd vervolgens het landelijk topleveldomein .bv toegekend op 21 augustus 1997. De domeinnaam wordt door Norid beheerd, maar is niet in gebruik. De exclusieve economische zone rond het eiland omvat een gebied van 441,174 km².

## In populaire cultuur
Het eiland speelt een prominente rol in het avonturenverhaal De greep van het ijs (1962) van Geoffrey Jenkins. In Het ijspaleis (1993) wijdt Boudewijn Büch een uitgebreid hoofdstuk aan Bouvet. Hierin beschrijft hij aan de hand van alle literatuur die hij kon vinden de geschiedenis en topografie van Bouvet. Het eiland komt ook voor in de boeken Warhead (2005) van Andy Remic en Batmans Schönheit (2010) van Heinrich Steinfest.
De film Alien vs. Predator (2004) speelt zich af op het eiland. In de film wordt verwezen met de Noorse naam "Bouvetøya", hoewel in de niet-beoordeelde editie van de film een satelliet zich op een eiland richt dat zich geografisch in de omgeving van Peter I-eiland situeert.

## Externe links

De westkust van Bouvet, gezien vanop het schip RRS Shackleton